# Concours Eurovision des jeunes musiciens 2008
Le Concours Eurovision des jeunes musiciens 2008 fut la quatorzième édition de ce concours. La finale fut organisée à Vienne, en Autriche le 9 mai 2008, durant le Wiener Festwochen. 
- Pays ayant sélectionné leur artiste et/ou leur chanson
- Pays ayant participé dans le passé, mais pas en 2008
- Pays participants non qualifiés pour la finale

Vienne 2006 Vienne 2010
Des jeunes musiciens de sept pays participèrent à la finale télévisée de cette édition. Ils furent tous accompagnés par le Vienna Symphonic Orchestra, sous la direction d'Aleksandar Marković.

## Résultats de la finale
| Rang | Pays        | Musicien            | Instrument  |
| ---- | ----------- | ------------------- | ----------- |
| 1    | Grèce       | Dionysios Grammenos | Clarinette  |
| 2    | Finlande    | Roope Gröndahl      | Piano       |
| 3    | Norvège     | Eldbjørg Hemsing    | Violon      |
| -    | Pays-Bas    | Steven Bourne       | Violoncelle |
| -    | Russie      | Anastasia Kobekina  | Violoncelle |
| -    | Slovénie    | Jan Gricar          | Saxophone   |
| -    | Royaume-Uni | Philip Achille      | Harmonica   |